# Sakartvelos tasi 2021
La Sakartvelos tasi 2021 (in georgiano საქართველოს თასი, Coppa di Georgia), nota anche come Coppa David Kipiani 2021, è stata la 32ª edizione del torneo, iniziata il 21 marzo 2021 e terminata l'8 dicembre 2021 con la finale. Il Gagra era la squadra campione in carica. Il Saburtalo Tbilisi ha conquistato il trofeo per la seconda volta nella sua storia.

## Primo turno
Il sorteggio del primo e del secondo turno è stato effettuato il 2 marzo 2021. A questo turno partecipano 48 squadre della Liga 3, della Liga 4 e della Lega Regionale.
| Squadra 1                | Risultato       | Squadra 2                |
| ------------------------ | --------------- | ------------------------ |
| 21 marzo 2021            |                 |                          |
| Dinamo-2 Tbilisi         | 3 - 1           | K'olkheti Khobi          |
| 22 marzo 2021            |                 |                          |
| Lazika Zugdidi           | 0 - 2           | Gori                     |
| Chibati                  | 2 - 4           | Iberia                   |
| Samegrelo                | 0 - 6           | Tbilisi City             |
| WIT Georgia 2            | 3 - 0           | Egrisi Senaki            |
| Samtskhe Akhaltsikhe     | 3 - 2 (dts)     | Sulori Vani              |
| Kolkhi                   | 0 - 5           | Didube                   |
| Tskhumi Sukhumi          | 1 - 3 (dts)     | Merani Tbilisi II        |
| Legioni Gori             | 1 - 0           | Torpedo Kutaisi 2        |
| Martve Kutaisi           | 0 - 1           | Borjomi                  |
| Gldani                   | 1 - 2           | Zest'aponi               |
| Margveti 2006            | 1 - 2           | Imereti Khoni            |
| 23 marzo 2021            |                 |                          |
| Squri                    | 0 - 4           | Spaeri                   |
| Shukura Kobuleti 2       | 0 - 1           | Shturmi                  |
| Algeti                   | 3 - 2 (dts)     | Meshakht'e T'q'ibuli     |
| Real Varketili           | 0 - 1           | K'olkheti-1913 Poti      |
| Tbilisi 2016             | 1 - 1 (5-4 dtr) | Merani Mart'vili 2       |
| Zana Abasha              | 0 - 4           | Chiatura                 |
| Irao                     | 1 - 3           | Aragvi Dusheti           |
| Samgurali Ts'q'alt'ubo 2 | 0 - 0 (4-2 dtr) | Betlemi                  |
| Khikhani                 | 0 - 3           | Mach'akhela Khelvachauri |
| Bakhmaro                 | 0 - 0 (4-5 dtr) | Guria Lanchkhuti         |
| Tbilisi                  | 1 - 4           | Saburtalo Tbilisi 2      |
| Liakhvi Achabeti         | 0 - 1           | Iberia 2010              |

## Secondo turno
A questo turno partecipano le 24 squadre vincenti il primo turno.
| Squadra 1                | Risultato       | Squadra 2                |
| ------------------------ | --------------- | ------------------------ |
| 26 marzo 2021            |                 |                          |
| Dinamo-2 Tbilisi         | 4 - 0           | Imereti Khoni            |
| Algeti                   | 0 - 0 (5-6 dtr) | Chiatura                 |
| Legioni Gori             | 3 - 1           | Samtskhe Akhaltsikhe     |
| Borjomi                  | 0 - 1           | Didube                   |
| Zest'aponi               | 2 - 1 (dts)     | Merani Tbilisi II        |
| Gori                     | 3 - 1           | Tbilisi City             |
| Iberia                   | 0 - 2           | WIT Georgia 2            |
| 27 marzo 2021            |                 |                          |
| Iberia 2010              | 0 - 4           | Samgurali Ts'q'alt'ubo 2 |
| Aragvi Dusheti           | 1 - 0           | K'olkheti-1913 Poti      |
| Tbilisi 2016             | 1 - 3           | Saburtalo Tbilisi 2      |
| Shturmi                  | 1 - 6           | Spaeri                   |
| Mach'akhela Khelvachauri | 0 - 2 (dts)     | Guria Lanchkhuti         |

## Sedicesimi di finale
A questo turno partecipano le 12 vincenti il secondo turno, alle quali si uniscono le 10 squadre della Crystalbet National League e le 10 della Crystalbet National League 2. Il sorteggio è stato effettuato il 5 aprile 2021.
| Squadra 1                | Risultato       | Squadra 2              |
| ------------------------ | --------------- | ---------------------- |
| 18 aprile 2021           |                 |                        |
| Zest'aponi               | 1 - 2           | Aragvi Dusheti         |
| 20 aprile 2021           |                 |                        |
| Guria Lanchkhuti         | 1 - 2           | Chik. Sachkhere        |
| Legioni Gori             | 0 - 5           | Shevardeni-1906        |
| Chiatura                 | 0 - 3           | Samgurali Ts'q'alt'ubo |
| Didube                   | 1 - 2           | Gori                   |
| Dinamo-2 Tbilisi         | 2 - 1           | WIT Georgia            |
| Spaeri                   | 0 - 1           | Saburtalo Tbilisi      |
| 21 aprile 2021           |                 |                        |
| Shukura Kobuleti         | 1 - 0           | Dinamo Tbilisi         |
| WIT Georgia 2            | 0 - 0 (6-7 dtr) | Dila Gori              |
| Merani Tbilisi           | 2 - 5           | Lok’omot’ivi Tbilisi   |
| Saburtalo Tbilisi 2      | 2 - 5           | Gareji Sagarejo        |
| Sioni Bolnisi            | 4 - 2 (dts)     | Samt'redia             |
| Gagra                    | 5 - 2           | Dinamo Zugdidi         |
| Merani Mart'vili         | 0 - 0 (3-1 dtr) | T'orp'edo Kutaisi      |
| Rustavi                  | 0 - 2           | Dinamo Batumi          |
| Samgurali Ts'q'alt'ubo 2 | 1 - 3           | Telavi                 |

## Ottavi di finale
Il sorteggio è stato effettuato il 23 aprile 2021.
| Squadra 1            | Risultato   | Squadra 2              |
| -------------------- | ----------- | ---------------------- |
| 19 maggio 2021       |             |                        |
| Chik. Sachkhere      | 0 - 5       | Dinamo Batumi          |
| Dinamo-2 Tbilisi     | 0 - 1       | Gareji Sagarejo        |
| Merani Mart'vili     | 0 - 1       | Gagra                  |
| Lok’omot’ivi Tbilisi | 2 - 0       | Telavi                 |
| 20 maggio 2021       |             |                        |
| Sioni Bolnisi        | 1 - 3 (dts) | Samgurali Ts'q'alt'ubo |
| Gori                 | 2 - 0       | Aragvi Dusheti         |
| Shevardeni-1906      | 0 - 2       | Shukura Kobuleti       |
| Saburtalo Tbilisi    | 3 - 1       | Dila Gori              |

## Quarti di finale
Il sorteggio è stato effettuato il 22 maggio 2021.
| Squadra 1            | Risultato   | Squadra 2              |
| -------------------- | ----------- | ---------------------- |
| 28 ottobre 2021      |             |                        |
| Gareji Sagarejo      | 1 - 2       | Saburtalo Tbilisi      |
| Gagra                | 1 - 2       | Shukura Kobuleti       |
| Gori                 | 1 - 2 (dts) | Samgurali Ts'q'alt'ubo |
| Lok’omot’ivi Tbilisi | 1 - 3       | Dinamo Batumi          |

## Semifinali
Il sorteggio è stato effettuato il 29 ottobre 2021.
| Squadra 1         | Risultato | Squadra 2              |
| ----------------- | --------- | ---------------------- |
| 24 novembre 2021  |           |                        |
| Shukura Kobuleti  | 2 - 3     | Samgurali Ts'q'alt'ubo |
| Saburtalo Tbilisi | 2 - 1     | Dinamo Batumi          |

## Finale
| Arbitro: | Jarosław Przybył |

|  |           |               |
|  | Marcatori | 65’ Tabatadze |